# Kadri Mälk

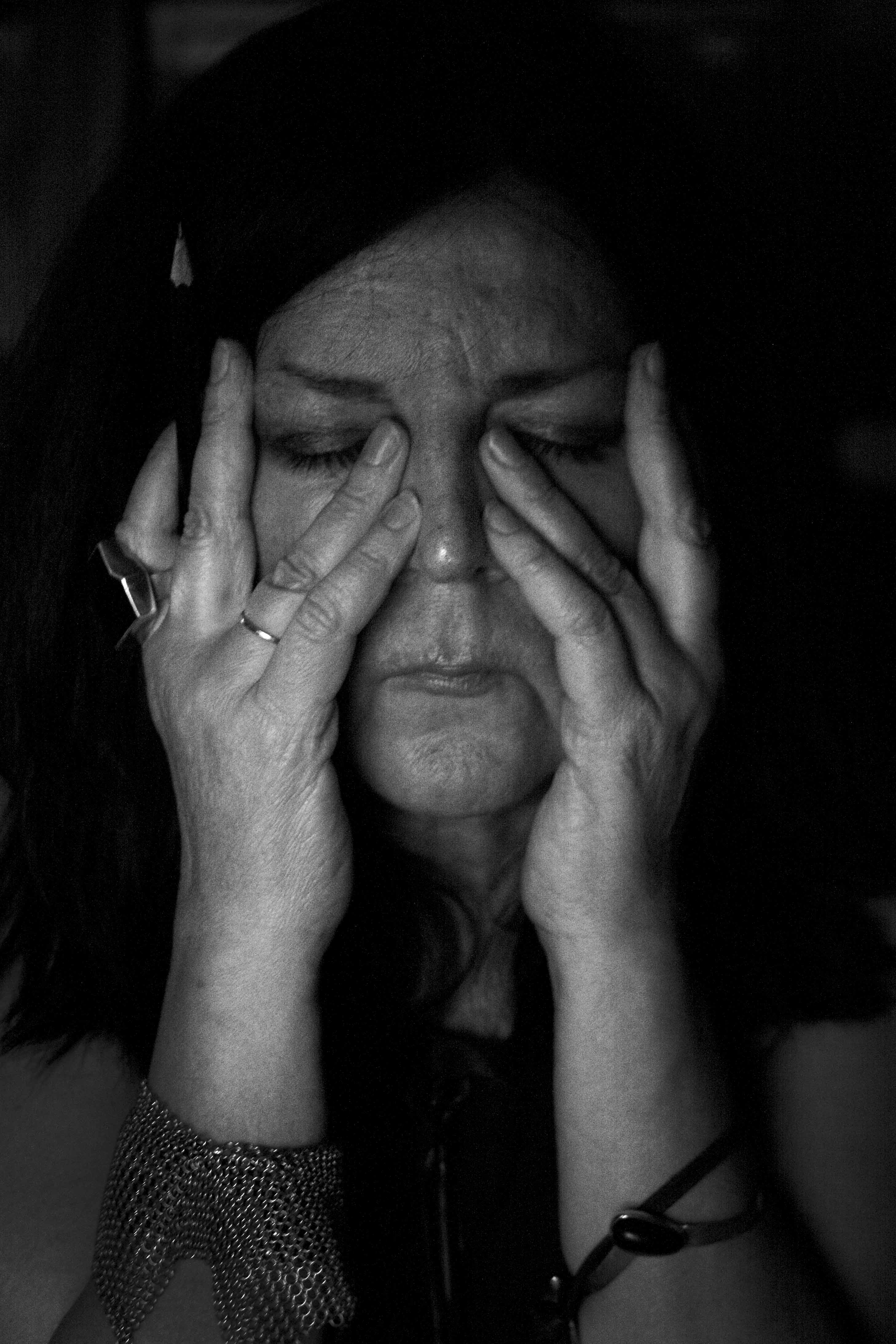
Kadri Mälk (2014)

Kadri Mälk (* 27. Januar 1958 in Tallinn; † 1. Januar 2023) war eine estnische Künstlerin und Schmuckdesignerin.

## Biographie
Kadri Mälk kam 1958 in Tallinn zur Welt. Sie begann ihr Studium 1977 an der Art School in Tartu. Sie schloss es 1986 an der Estnischen Kunstakademie in Tallinn ab, wo sie Unterricht bei Leili Kuldkepp erhielt. Von 1986 bis 1993 arbeitete Mälk als freischaffende Künstlerin. 1993 schrieb sie sich beim Institute of Design in Lahti für einen Gemmologie-Lehrgang bei Esko Timonen ein. Sie schloss diese Ausbildung im Atelier von Bernd Munsteiner in Stipshausen bei Idar-Oberstein ab. Von 1989 an lehrte Kadri Mälk an der Estnischen Kunstakademie, 1996 übernahm sie dort eine Professur für Schmuckdesign.
Kadri Mälk war eine begeisterte Lehrerin, sie fuhr jedes Jahr mit ihren Schülern zur wichtigsten europäischen Schmuckmesse, der Inhorgenta in München. Mit einer ausgewählten Gruppe von Schülern gründete sie 1999 die Schmuckkunstgruppe ÕhuLoss. Zu Kadri Mälks Schülern gehören u. a. Tanel Veenre, Piret Hirv, Maria Valdma, Julia Künnap, Eve Margus, Kristiina Laurits und Villu Plink. 2008 gründete Kadri Mälk die Stiftung Young Marriage, die junge Fachleute unterstützt. Zuletzt lehrte sie an der Akademie der Bildenden Künste München.
Kadri Mälks erste Einzelausstellung fand 1989 in der Art Hall Gallery statt, es folgten viele Ausstellungen in Estland und in der ganzen Welt. Ihre Schmuckstücke befinden sich in vielen privaten und öffentlichen Kunstsammlungen: dem Victoria and Albert Museum in London, dem Schweizerischen Nationalmuseum in Zürich, dem Eremitage-Museum in St. Petersburg, dem Smithsonian National Museum in New York, dem Museum für Kunst und Gewerbe Hamburg und anderen. Die größte Schmucksammlung von Kadri Mälk befindet sich im Estnischen Museum für angewandte Kunst und Design. Kadri Mälk hat auch eine Sammlung zeitgenössischen Schmucks von Weltrang hinterlassen, die sie über viele Jahre zusammengetragen hat.
Im Interview mit der Plattform homofaber beklagte Mälk, dass die Ausbildung in den fundamentalen handwerklichen Grundlagen in den letzten Jahren in den Hintergrund getreten sei. Für sie seien Präzision und eine gründliche Ausbildung wesentliche Grundlagen für gutes Design. Thematische Inspiration liefere das Leben in all seinen Formen.
Marianne Kõrver stellte Kadri Mälks Arbeit 2004 in einem Film mit dem Titel „The Dark Sky of Imagination“ dar.
Mälk war dreimal verheiratet, zuletzt mit dem Schriftsteller und Übersetzer Mati Sirkel. Sie starb am 1. Januar 2023 im Alter von 64 Jahren.

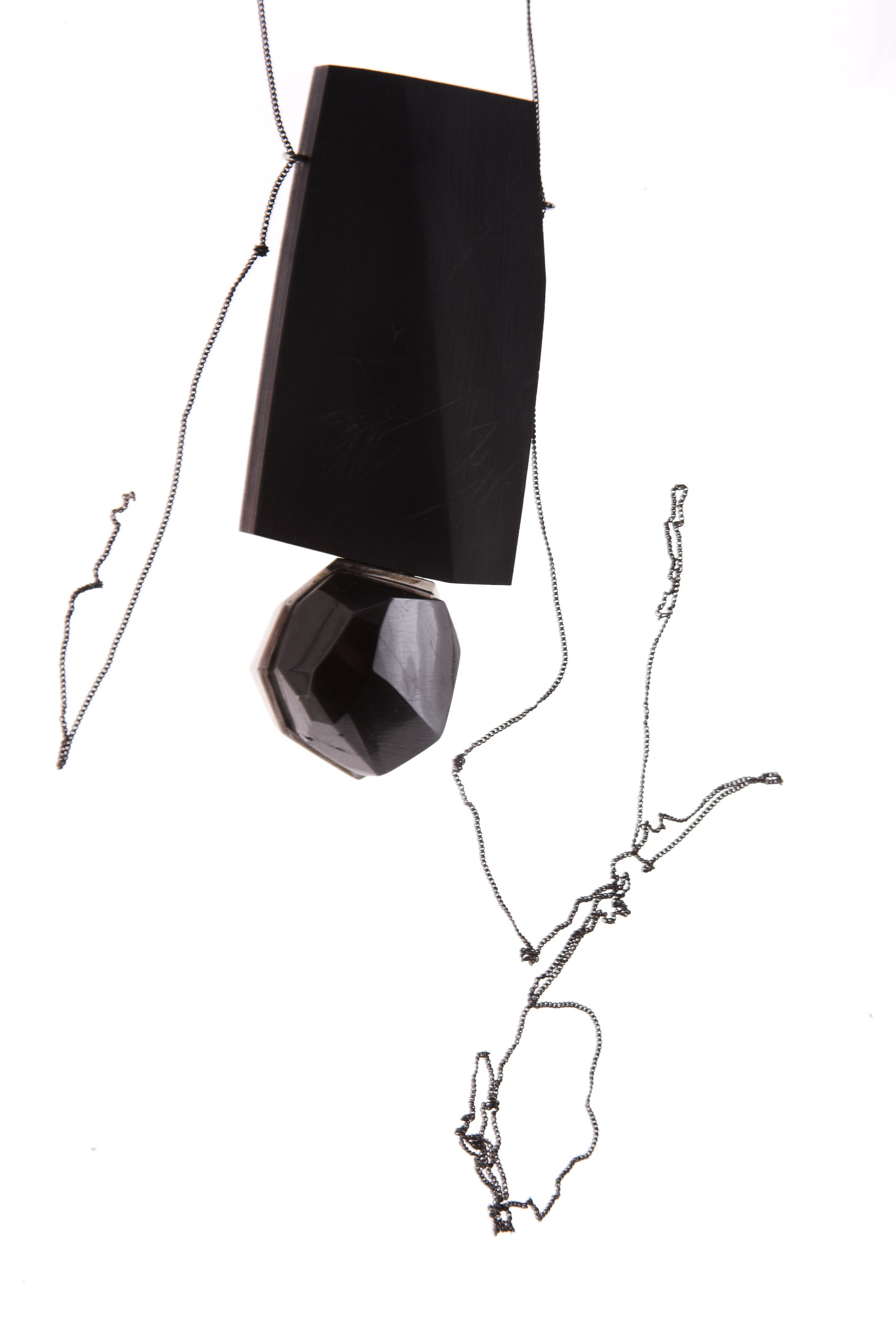
Amnesia, 2010

## Veröffentlichungen

### Herausgeberin
- Hunt. Arnoldsche Verlagsanstalt, Stuttgart 2020, ISBN 978-3-89790-592-4.
- Castle in the Air : jewellery from Estonia. Arnoldsche Verlagsanstalt, Stuttgart 2011, ISBN 978-3-89790-359-3.
- Just must. Arnoldsche Verlagsanstalt, Stuttgart 2008, ISBN 978-3-89790-296-1.

### Autorin
- Rauast. Eesti Kunstiakadeemia, Tallinn 2013, ISBN 978-9949-467-41-9.

## Auszeichnungen (Auswahl)
- 2017: Orden des weißen Sterns, V. Klasse
- 1998: Estnischer Staatspreis für Kultur
- 1997: Estnischer Kulturhauptstadt-Kunstpreis
- 1997: Award of Excellence bei der Shippo Conference in Tokio
- 1995: Estnischer Frauenpreis Estfem
- 1994: Kristjan Raud-Kunst-Preis
- 1988: Grand Prix der IV. Estnischen Triennale für Handwerkliche Kunst
- 1987: Estnischer Preis für den Nachwuchskünstler des Jahres
- Offizierskreuz des Verdienstordens der Portugiesischen Republik[2]
- Grand Prix der Europäischen Triennale für zeitgenössischen Schmuck in Belgien[2]
- Live and Shine-Stipendium der Estnischen Kulturstiftung[2]